# Stazione di Serri
La stazione di Serri è una fermata ferroviaria al servizio del comune di Serri, lungo la ferrovia Cagliari-Isili.

## Storia
Lo scalo posto a circa un chilometro a sud-est dell'abitato di Serri venne inaugurato con caratteristiche di stazione il 15 febbraio 1888 contemporaneamente all'attivazione della linea Cagliari-Isili, realizzata dalla Società italiana per le Strade Ferrate Secondarie della Sardegna che di ferrovia ed impianto sarà il primo gestore.
Alle SFSS nel 1921 subentrò la Ferrovie Complementari della Sardegna, a cui seguirono nel 1989 la Ferrovie della Sardegna (dal 2008 come ARST Gestione FdS) e nel 2010 l'ARST. Sempre tra il 2010 ed il 2011 lo scalo fu sottoposto a lavori di ristrutturazione svolti in contemporanea alla sostituzione dell'armamento sulla Cagliari-Isili: l'intervento portò alla dismissione dello scalo merci dell'impianto (già in disuso da alcuni lustri), alla realizzazione di una nuova banchina e soprattutto alla trasformazione della stazione in fermata, con la rimozione di tutti i binari al di fuori di quello di corsa.

## Strutture e impianti
Situata a ridosso della SS 128, la struttura da inizio anni dieci è una fermata di tipo passante, comprendente il solo binario di corsa a scartamento da 950 mm, affiancato da una banchina lunga circa cento metri. In precedenza lo scalo presentava caratteristiche di stazione, con la presenza di un binario di incrocio e di un tronchino terminante dinanzi al piano caricatore del dismesso scalo merci dell'impianto, comprendente anche un magazzino.
Quest'ultimo è adiacente all'edificio principale dell'impianto, il fabbricato viaggiatori (chiuso al pubblico), costruzione caratterizzata dai canoni architettonici tipici degli edifici di stazione realizzati dalle SFSS a fine Ottocento: si tratta di un fabbricato a pianta rettangolare con sviluppo su due piani, dotato in origine di tetto a falde in laterizi (poi sostituito da una terrazza), con tre accessi sui lati maggiori e caratterizzato da una decorazione in mattoncini rossi presente sull'intero perimetro del piano terra.

## Movimento
Con riferimento all'orario del primo semestre 2017 la fermata è servita dai treni dell'ARST in esercizio lungo la porzione della Cagliari-Isili aperta al traffico ferroviario tra Monserrato ed il centro del Sarcidano. Complessivamente sono effettuate quattro coppie di corse nei giorni feriali, mentre non vengono espletate relazioni nei festivi. Di norma inoltre nel periodo estivo l'impianto è inutilizzato per il servizio di trasporto pubblico su ferro, integralmente sostituito da autolinee nel tronco da Mandas a Isili; tuttavia la fermata viene utilizzata in quel periodo per i treni turistici a calendario del Trenino Verde diretti da Mandas verso la linea per Sorgono.

## Servizi
Nel fabbricato viaggiatori dell'impianto erano ospitati alcuni servizi per l'utenza, tra cui una biglietteria a sportello, una sala d'attesa e le ritirate, tutti non più a disposizione dei passeggeri a causa dell'impresenziamento dell'impianto.